# Pedronhe
Cascata bica da pena
Pedronhe é uma aldeia da freguesia de Santiago de Besteiros, Concelho de Tondela, distrito de Viseu. Portugal. Fica a cerca de 2 km  da vila do Caramulo, 15 km de Tondela e 13 km da A25 (saída Tondela)
Situa-se na encosta oriental da Serra do Caramulo, numa zona de campos de cultivo e floresta, com uma vista privilegiada para o vale de Besteiros e Serra da Estrela.
As principais atividades de produção são a agricultura, construção civil e avicultura.
Há uma capela no cimo da povoação onde é celebrada a festa em honra de Santo António (domingo seguinte ao dia 13 de Junho), animada por uma banda de música que dá a volta à povoação.
Existe uma mercearia, uma Associação Cultural Recreativa e Desportiva e uma empresa de materiais de  construção civil.
Há uma cascata próxima, conhecida por bica da pena ou também por "bica d'água d´alte".
As referências conhecidas mais antigas de Pedronhe são de 1331, inventário dos bens da Sé de Viseu, existentes aquando da morte do bispo D. Gonçalo, e de 1437, carta de emprazamento feita por Gonçalo Lourenço a Vicente de Almofala e Afonso Anes de Pedronhe, e todos seus sucessores, do lugar das Laceiras, no couto do Guardião.

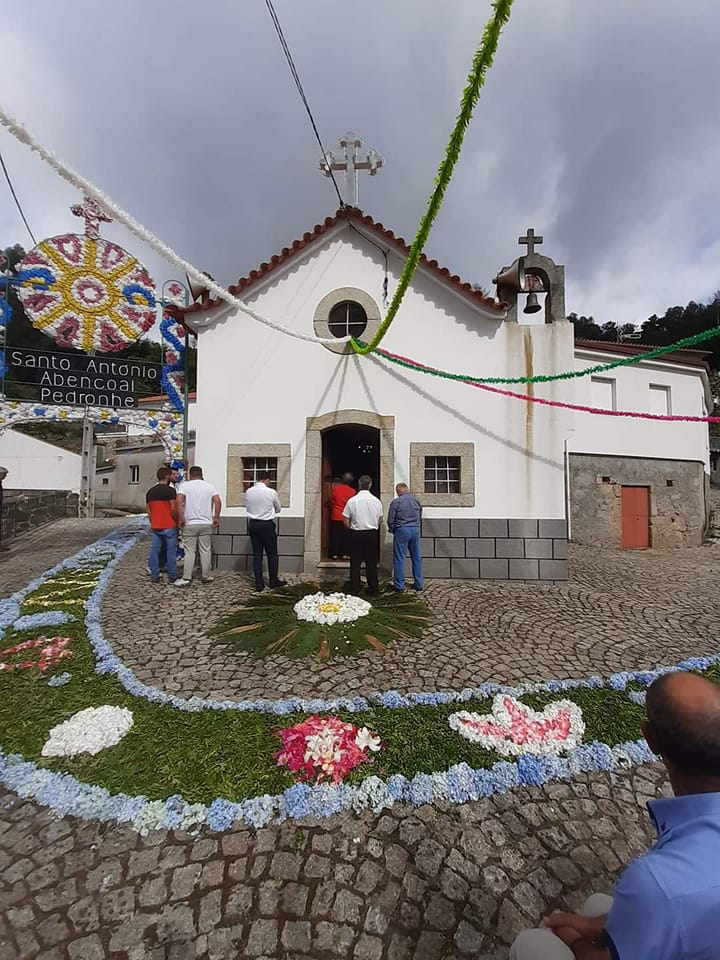
Capela de Pedronhe

1. ↑  «Património da Sé de Viseu segundo um inventário de 1331». Imprensa da Universidade de Coimbra. Revista Portuguesa de História XXXII: p. 114
2. ↑  «Arquivo Nacional da Torre do Tombo, Gav. 3, mç 10, n.º 16». Arquivo Nacional da Torre do Tombo